# Diego C. Asencio
Diego Cortes Asencio, född 15 juli 1931 i Níjar, Spanien, död 6 oktober 2020 i Palm Beach, Florida, var en amerikansk diplomat.
Asencio tjänstgjorde som USA:s ambassadör i Bogotá 1977–1980, utnämnd av president Jimmy Carter, och som ambassadör i Brasília 1983–1986, utnämnd av president Ronald Reagan.